# Luis Díaz (siatkarz)

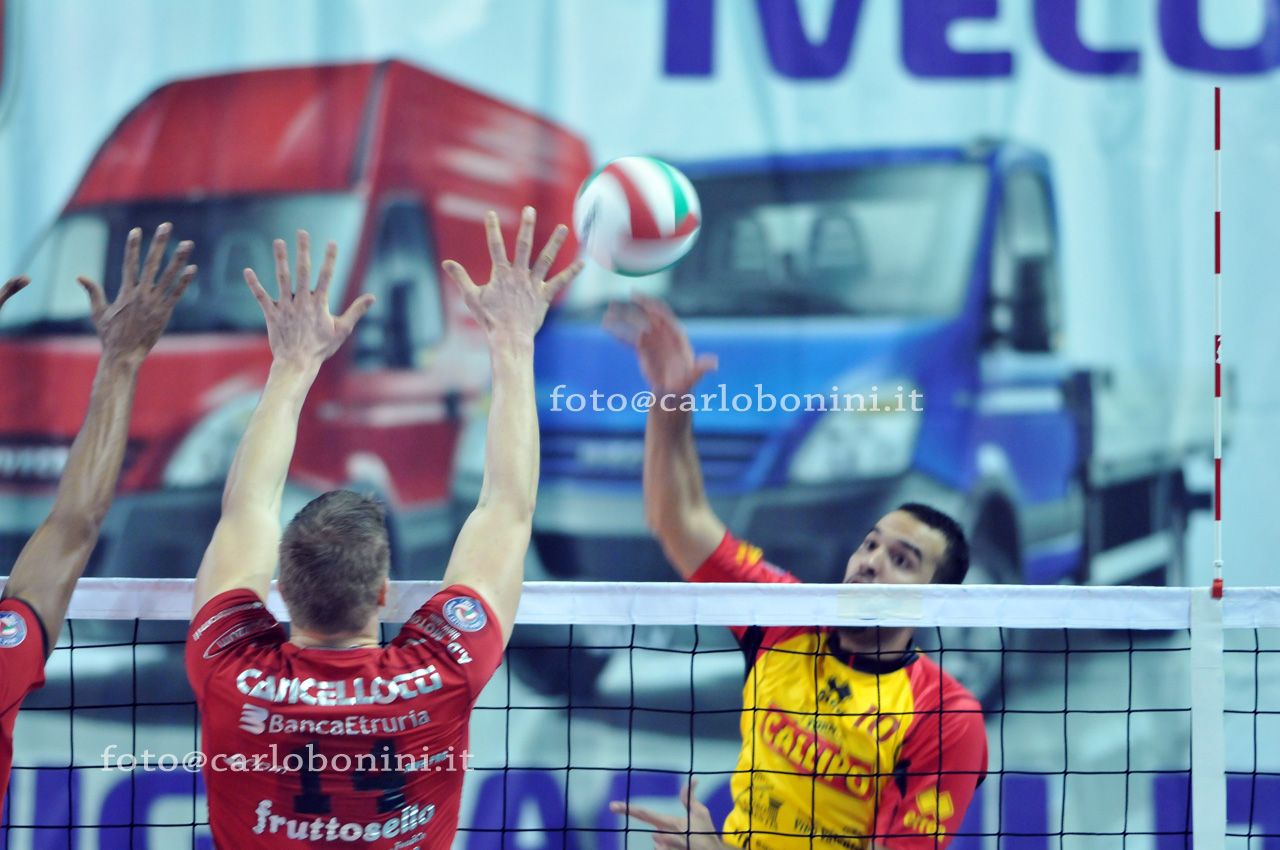
Luis Díaz zawodnikiem Tonno Callipo Vibo Valentia podczas ataku z lewego skrzydła w meczu z RPA-LuigiBacchi.it Perugia w sezonie 2008/2009

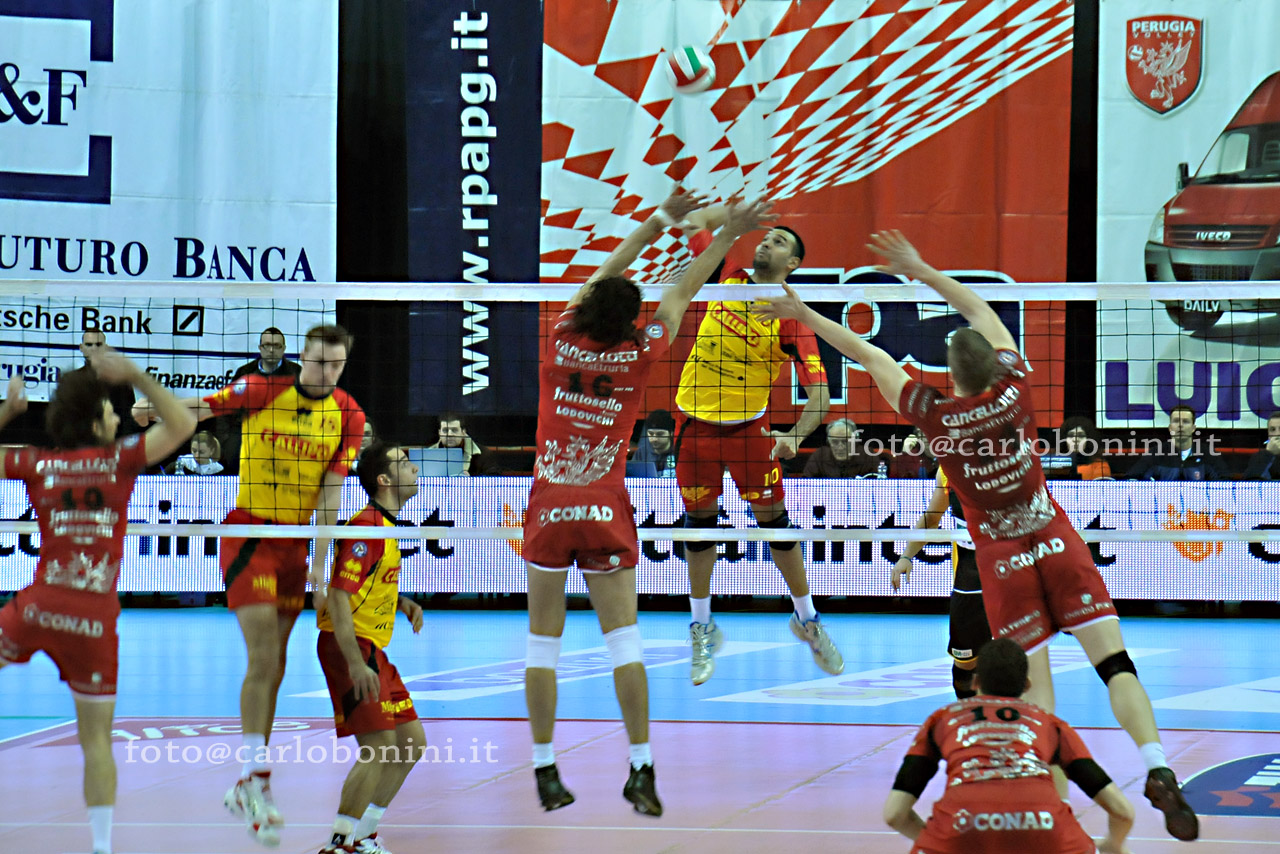
Luis Díaz zawodnikiem Tonno Callipo Vibo Valentia podczas ataku z 6 strefy w meczu z RPA-LuigiBacchi.it Perugia w sezonie 2008/2009

Luis Augusto Díaz Mayorca (ur. 20 sierpnia 1983 w Caracas) – wenezuelski siatkarz, reprezentant kraju, grający na pozycji przyjmującego. Wystąpił na Igrzyskach Olimpijskich 2008.

## Sukcesy klubowe
Liga brazylijska:
- 2014
- 2003

Liga hiszpańska:
- 2006
- 2005
- 2004

Puchar Króla Hiszpanii:
- 2005, 2006

Puchar CEV:
- 2005

Superpuchar Hiszpanii:
- 2005

Puchar Top Teams:
- 2006

Puchar Turcji:
- 2013

Puchar CEV:
- 2013

Liga turecka:
- 2013

Klubowe Mistrzostwa Świata:
- 2013

Puchar Brazylii:
- 2014

Klubowe Mistrzostwa Ameryki Południowej:
- 2014

## Sukcesy reprezentacyjne
Igrzyska Panamerykańskie:
- 2003

Mistrzostwa Ameryki Południowej:
- 2007, 2009

Puchar Ameryki:
- 2008

## Udział w pozostałych imprezach siatkarskich w reprezentacji Wenezueli
Puchar Świata:
- 8. miejsce 2003

Igrzyska Olimpijskie:
- 9. miejsce 2008

Mistrzostwa Świata:
- 17. miejsce 2002, 2006
- 19. miejsce 2010

## Nagrody indywidualne
- 2009: Najlepszy środkowy Mistrzostw Ameryki Południowej